# جولي تشن
جولي تشن (بالإنجليزية: Julie Chen)‏ هي منتجة تلفزيونية وصحفية ومذيعة أمريكية، ولدت في 6 يناير 1970 في كوينز في الولايات المتحدة.

## وصلات خارجية
- جولي تشن على موقع IMDb (الإنجليزية)
- جولي تشن على موقع إن إن دي بي (الإنجليزية)
- جولي تشن على موقع قاعدة بيانات الفيلم (الإنجليزية)